# Ejército de Tierra de Eslovenia
El Ejército de Tierra de Eslovenia o las Fuerzas Terrestres de Eslovenia (en esloveno: Slovenska vojska / en esloveno: Kopenskih sil Slovenije), son el componente primario de las Fuerzas de Defensa y Armadas de Eslovenia.
Su origen se da en el marco de las guerras de independencia en los Balcanes, en donde Eslovenia obtiene su independencia de Yugoslavia el 25 de junio de 1991.

## Historia
El actual Ejército de Eslovenia proviene de las Fuerzas de defensa territorial de la República Yugoslava de Eslovenia (en esloveno: Teritorialna Obramba Republike Slovenije, o TORS por su abreviación), las cuales fueron instituidas en 1968 como una fuerza de defensa paramilitar y complementaria a las fuerzas regulares de la anterior República Federal Socialista de Yugoslavia que se encontraban acantonadas en el territorio de Eslovenia. Sus objetivos principales eran los de dar soporte a las fuerzas del Ejército de Yugoslavia (o JNA) y llevar a cabo una defensa a base de tácticas de guerrilla en el caso eventual de una invasión.
Cuando Eslovenia se declaró independiente de Yugoslavia en el transcurso de las Guerras de secesión de Yugoslavia desde 1991, las TORS y el Cuerpo de la Policía Nacional de Eslovenia comprendían la mayoría de las fuerzas beligerantes que enfrentaron a las JNA durante la Guerra de los Diez Días que precedió a su independencia de facto. Las Fuerzas Armadas de Eslovenia fueron establecidas formalmente en 1993 tras una reorganización y mejora de los materiales y conscriptos de las TORS, tras la disolución total de Yugoslavia como nación, así como de sus fuerzas militares; y ante el retorno de los oficiales eslovenos que hacían parte de las JNA.

## Armamento y equipamiento[2]

### Infantería

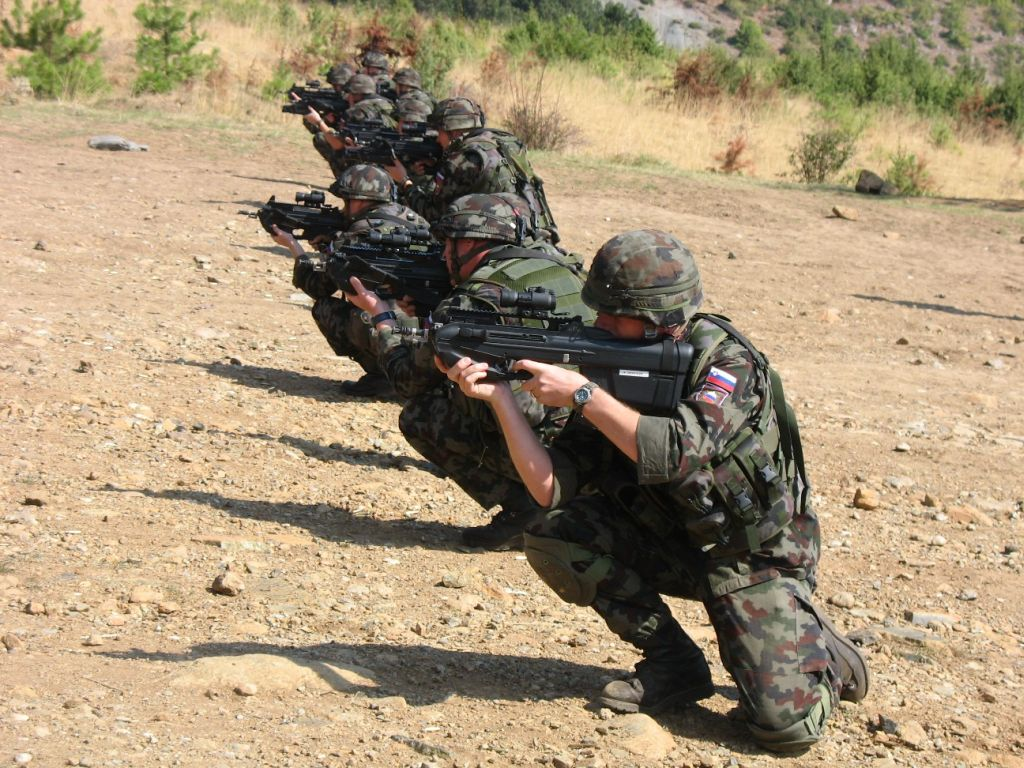
Soldados eslovenos usando su arma de dotación, el fusil de asalto FN F2000S.

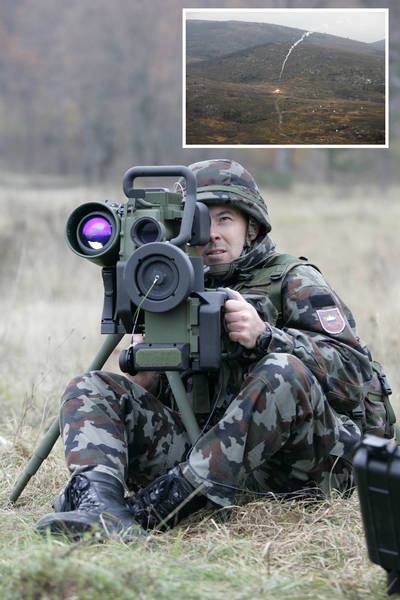
Un soldado esloveno preparándose a disparar un Eurospike LR ATGM.

#### Armas de uso personal
| Nombre del modelo              | Tipo de arma               | Procedencia |
| ------------------------------ | -------------------------- | ----------- |
| FN F2000                       | Fusil de asalto (estándar) | Bélgica     |
| Zastava M70                    | Fusil de asalto            | Yugoslavia  |
| Beretta M 92                   | Pistola (estándar)         | Italia      |
| FN Minimi Para                 | Ametralladora ligera       | Bélgica     |
| FN MAG                         | Ametralladora media        | Bélgica     |
| FN PGM Ultima Ratio Commando I | Fusil de francotirador     | Francia     |
| FN PGM Mini Hecate             | Fusil de francotirador     | Francia     |
| FN PGM Hecate II               | Fusil de francotirador     | Francia     |

#### Armas Antimaterial y Artillería antiaérea

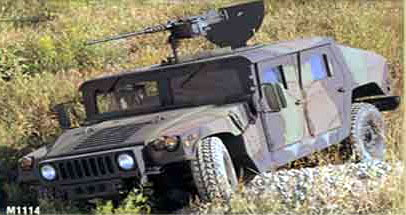
Un Humvee del tipo M1114, similar a los usados por el Ejército de Eslovenia.

| Nombre del modelo | Tipo de arma                  | Origen                 | Cantidades |
| ----------------- | ----------------------------- | ---------------------- | ---------- |
| Spike MR, LR      | ATGM                          | Israel                 | n/d        |
| RGW 90            | RPG                           | Singapur/ Israel       | 2,300      |
| Igla              | Misil de uso en la infantería | Unión Soviética/ Rusia | n/d        |

### Artillería

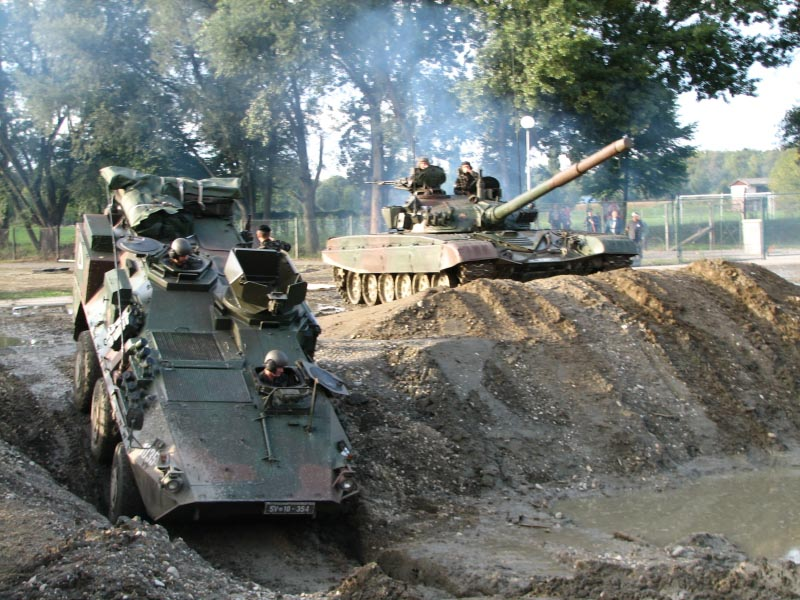
En la imagen se ve a un Valuk 6x6 LKOV (a la izquierda) y un carro de combate M-84A1 (a la derecha).

| Nombre del modelo                | Tipo de arma | Origen | Cantidades |
| -------------------------------- | ------------ | ------ | ---------- |
| TN90 155 mm (cañón estacionario) | Howitzer     | Israel | 18         |
| MN 9 120 mm                      | mortero      | Israel | 36         |

### TanquesyTBP's

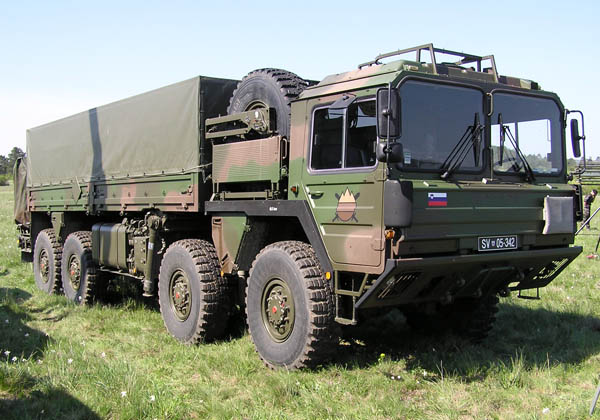
Un camión MAN 8x de 10 toneladas de carga, en uso por el Ejército de Eslovenia.

- Tanques

| Nombre del modelo | Origen                         | Cantidades                                                        |
| ----------------- | ------------------------------ | ----------------------------------------------------------------- |
| M-84A4            | Yugoslavia/ Croacia            | 14 en servicio activo                                             |
| M-84D             | Yugoslavia/ Eslovenia/ Croacia | 4 en servicio activo                                              |
| M-84              | Yugoslavia                     | 54 (26 sin modificaciones y/o actualizaciones en servicio activo) |
| M-55 S            | Unión Soviética                | 30 (En estado de reserva estratégica)                             |

- TBP's

| Nombre del modelo | Procedencia        | Cantidades                                                                                    |
| ----------------- | ------------------ | --------------------------------------------------------------------------------------------- |
| M-80A             | Yugoslavia         | 52 (13 en servicio activo)                                                                    |
| Valuk 6x6         | Austria/ Eslovenia | 85                                                                                            |
| Patria AMV        | Finlandia          | 135 (en negociaciones para reducir el pedido inicial de vehículos, ya han sido entregados 30) |
| Otokar Cobra LAV  | Turquía            | 10                                                                                            |

#### Otros vehículos
| Nombre del modelo | Origen          | Cantidades                                          |
| ----------------- | --------------- | --------------------------------------------------- |
| HMMWV             | Estados Unidos  | 42 (30 de la versión M1114, 12 de la versión M1151) |
| JVBT-55           | Unión Soviética | 7                                                   |
| VT-55             | Unión Soviética | 2                                                   |
| MT-55             | Unión Soviética | 4                                                   |

### Equipamiento histórico

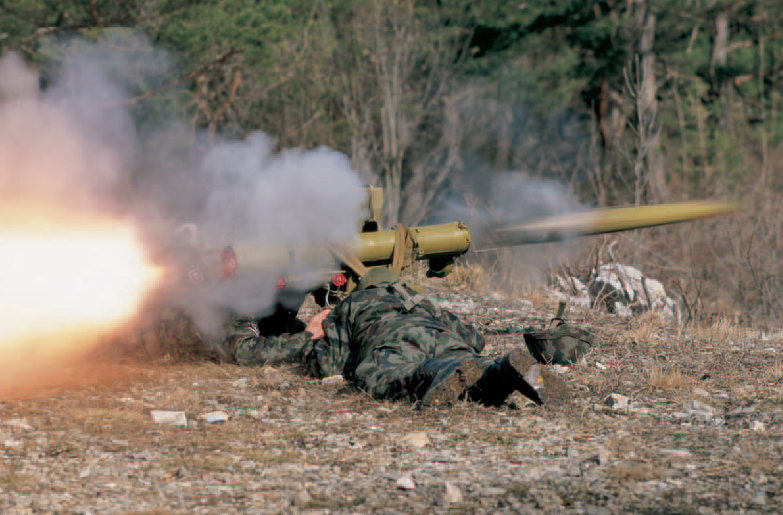
En acción un misil esloveno 9M111 Fagot antitanque.

| Nombre del modelo                   | Origen                      | Tipo de arma                    | Cantidades |
| ----------------------------------- | --------------------------- | ------------------------------- | ---------- |
| 9M111 Fagot                         | Unión Soviética             | Misil antitanque                | 10         |
| 9K11 Maljutka                       | Unión Soviética             | Misil antitanque                | n/d        |
| Strela 2M                           | Unión Soviética             | MANPADS                         | n/d        |
| Strela-1M                           | Unión Soviética             | Misil SAM                       | 6          |
| BOV 3                               | Yugoslavia                  | Transporte blindado de personal | 12         |
| ZSU-57-2                            | Unión Soviética             | Artillería antiaérea            | 24         |
| BOV M                               | Yugoslavia                  | Transporte blindado de personal | 28         |
| Obús M101 (M2A1 105 mm estacionado) | Estados Unidos              | Obús                            | 18         |
| M48B1 76 mm towed 76 mm towed       | Unión Soviética/ Yugoslavia | Cañón estacionario              | 30         |
| 2S1 122 mm                          | Unión Soviética             | obús autopropulsado             | 8          |
| M-63 Plamen                         | Yugoslavia                  | MLRS                            | 4          |
| M53 Praga                           | Checoslovaquia              | Cañón                           | 24         |
| T-34                                | Unión Soviética             | Tanque medio                    | 34         |
| PT 76B                              | Unión Soviética             | Transporte blindado de personal | 6          |
| BRDM2                               | Unión Soviética             | Vehículo de combate ligero      | 4          |
| M36 Jackson                         | Estados Unidos              | Cazatanques                     | 16         |
| T-72                                | Unión Soviética             | Carro de combate principal      | 1          |

## Estado actual
El Ejército de Eslovenia atraviesa un proceso de reorganización actualmente en marcha, con el objetivo de cambiar de una mera fuerza de defensa territorial a un verdadero ejército capaz de defender la soberanía e integridad territorial a la que su gobierno la obliga, y primariamente como un elemento apuntado a la manutención de la paz. Después de 1993, al Ejército de Eslovenia se le facultó para el reclutamiento por un periodo de tiempo, y se determinó que el entrenamiento fuera de 6 a 7 meses, y contó con la novedad de ser casi como una escuela, luego de que el recluta prestase su servicio militar totalmente conscripto, podía luego ser tomado de manera profesional. En el año de 2003, el Ejército de Eslovenia por una decisión gubernamental abole la conscripción y para julio del 2004, el Ejército de Eslovenia se había reorganizado completamente en una fuerza militar de carácter totalmente profesional ahora basada en voluntarios. Aproximadamente y en la actualidad su pie de fuerza consta de unos 7,600 de tropas activas y de cerca de 1,700 hombres aproximadamente en reserva, reducido de los 55,000 miembros durante la etapa de la conscripción. Las unidades operacionales ahora constan de tres brigadas, la 1.ª, la 72.ªy un comando de defensa Antiaérea y una Brigada de Aviación Militar; todas las tres están subordinadas Comando General de las Fuerzas Militares de Eslovenia.